# Sexto Lusiano Próculo
Sexto Lusiano Próculo (em latim: Sextus Lusianus Proculus) foi um senador romano nomeado cônsul sufecto para o nundínio de maio a agosto de 93 com Tito Avídio Quieto. 

## Carreira
Depois de seu consulado, Próculo foi legado imperial na Germânia Superior. É possível que ele tenha sido o governador que Nerva substituiu em 97 por Marco Úlpio Trajano.